# Raltegravir
Il raltegravir (venduto sotto il nome commerciale di Isentress) è un farmaco della categoria degli antiretrovirali, utilizzato con altri farmaci per contrastare l'HIV e l'AIDS (malattie sessualmente trasmissibili). Si può assumere tramite via orale. Il farmaco è stato approvato dall'FDA, nel 2007, ed è incluso nell'elenco dei farmaci essenziali dell'OMS.

## Effetti collaterali
Gli effetti collaterali più comuni includono disturbi del sonno, sensazione di stanchezza, nausea, glicemia alta e mal di testa. Gli effetti collaterali gravi possono includere reazioni allergiche inclusa la sindrome di Stevens-Johnson, esaurimento muscolare e problemi epatici.